# 経皮的冠動脈形成術
経皮的冠動脈形成術（けいひてきかんどうみゃくけいせいじゅつ、英: percutaneous transluminal coronary angioplasty; PTCA、percutaneous coronary intervention; PCI）とは、狭心症や急性心筋梗塞などの冠動脈疾患に対して、血管の内側から狭窄した冠動脈を拡張するカテーテルを使った低侵襲的な治療法の総称。経皮的冠動脈インターベンションとも呼ばれる。
一般的に足の付け根または手首からカテーテルの細い管を血管内に挿入して治療が行われることから、開胸手術よりも痛みやダメージが少なく、入院日数が短縮され、経済的負担も軽く、早期の社会復帰が可能になることから、冠動脈疾患治療の主流となっている。

## 適応
- 狭心症
- 急性心筋梗塞
- 不安定狭心症
- 無症候性心筋虚血
- 冠動脈瘤
- 川崎病

など。上記疾患の中で急性心筋梗塞、不安定狭心症は緊急心臓カテーテル治療の適応となる。

## 基本的な治療

### バルーン
大腿動脈または橈骨動脈、上腕動脈から、狭窄した病変部にガイドワイヤーと呼ばれる細い針金を通過させ、そのワイヤーに沿ってPTCAバルーンカテーテル（風船）を病変部まで進める。血管の狭くなっている病変部でバルーンを膨らませて内側から血管を押し広げる。狭くなっている部分が拡張されることにより、再び血液の通路が構築され、血流が回復する。この治療法は、POBA (percutaneous old balloon angioplasty) と呼ぶ。この治療法は1977年に初めて行われたが、治療後の急性冠閉塞と、再狭窄率が高いことが問題となっていたが、2014年より薬剤を塗布したバルーン（DCB)が使用可能となった。

### 金属ステント（BMS)
POBAの際の問題を解決するため、網目状の筒になった金属ステント（bare metal stent=BMS)が1990年代に開発され、上記の急性冠閉塞はほぼ解決されたが、再狭窄率が問題となっていた。

### 薬剤溶出ステント（DES）
2000年代に薬剤溶出ステント（drug eluting stent=DES)が登場し、再狭窄が減少した。しかし、DESのポリマーが血管内に残存することで炎症を起こし、ステント内血栓症を起こすリスクが問題視されるようになった。

### ロータブレーター
先端にダイヤモンドの粒子が塗布されている高速回転ドリルで冠動脈の狭窄病変を削りとる。主に高度石灰化病変に対して用いられる。特にアテレクトミー術と呼ばれるこの治療法は、元小倉記念病院院長・延吉正清が先駆者として日本中に広め、現在は千葉西総合病院院長・心臓病センター長の三角和雄と共に指導医として知られている。

### DCA（方向性冠動脈粥腫切除術）
カテーテルの先端にカッターがついており、血管内の粥腫（プラーク）を直接削り取る。分岐部などの治療や硬い動脈硬化巣の治療において使用される。

### 生体吸収型スキャフォールド（BRS)
ステントやポリマーが体内に残らない、生体吸収性スキャフォールド（Bioresorbable scaffold)が一部臨床使用されている。これは、血管内にステントやポリマーなどの異物が存在することで血栓形成が起こったり炎症を惹起することから、体内に異物を残さない新たな治療法として注目を浴びている。しかし、実際には遠隔期の血栓症の頻度が高いことが示され、海外でも使用に制限がかかっており、慎重に使用されている。